# Téo Rotar
Téo Rotar (Martigues, 23 april 2004) is een Franse beachvolleybalspeler. Hij won de Europese en wereldtitel bij de junioren.

## Carrière
Rotar speelde van 2019 tot en met 2024 aan de zijde van Arthur Canet. Het duo debuteerde in 2019 in de FIVB World Tour. Ze namen in eigen land deel aan het toernooi van Montpellier. In 2020 bereikten ze de kwartfinales van de EK onder 18 in Izmir. Het jaar daarop deden ze mee aan vijf kleinere toernooien in de World Tour en kwamen ze tot twee vijfde plaatsen (Montpellier en Nijmegen). Bij de EK onder 18 in Ljubljana bereikten ze opnieuw de kwartfinales. In december wonnen Rotar en Canet in Phuket de wereldtitel onder 19. In 2022 nam het duo deel aan zeven toernooien in de Beach Pro Tour – de opvolger van de World Tour. Ze wonnen de zilveren medaille bij het Future-toernooi van Montpellier en bereikten via de kwalificaties de kwartfinales van het Elite16-toernooi van Kaapstad. Bij de EK onder 20 in Izmir en de WK onder 19 in Dikili wonnen ze respectievelijk zilver en brons.
Het daaropvolgende seizoen kwamen Rotar en Canet in actie bij tien mondiale toernooien. Ze wonnen het Future-toernooi van Montpellier en eindigden als vijfde bij de Challenge-toernooien van Edmonton en Goa. In Wenen nam het duo voor het eerst deel aan de Europese kampioenschappen bij de senioren. In de achtste finale werden ze uitgeschakeld door de Noren Anders Mol en Christian Sørum. In Riga werden Rotar en Canet Europees kampioen onder 20 en in Roi Et wonnen ze brons bij de WK onder 21. In 2024 behaalden ze de toernooizege bij het Future-toernooi van Genève en de bronzen medaille bij de EK onder 22 in Termal. Met Arnaud Gauthier-Rat deed Rotar mee aan de EK in Nederland. Het duo strandde in de tussenronde tegen de Engelse broers Javier en Joaquin Bello.
Het seizoen daarop vormden Rotar en Gauthier-Rat een vast team. In de Beach Pro Tour kwamen ze tot een tweede (Alanya), een derde (Xiamen) en twee vijfde plaatsen (Yucatán en Stare Jabłonki).

## Palmares
Kampioenschappen
- 2021:  WK U19
- 2022:  EK U20
- 2022:  WK U19
- 2023:  EK U20
- 2023:  WK U21
- 2024:  EK U22

Beach Pro Tour
- 2022:  Montpellier Future
- 2023:  Montpellier Future
- 2024:  Genève Future
- 2025:  Xiamen Challenge
- 2025:  Alanya Challenge